# توماس ميخياس
توماس ميخياس (ولد في 30 يناير 1989 في مدريد) (بالإسبانية: Tomás Mejías)‏ ،هو لاعب كرة قدم إسباني يلعب في مركز حراسة المرمى، لعب ل‍ريال مدريد و‌ميدلزبره و‌رايو فايكانو و‌أومونيا و‌دينامو بوخارست و‌عثمانلي سبور و‌وسترن سيدني واندررز.

## روابط خارجية
- توماس ميخياس على موقع الاتحاد الأوربي (الإنجليزية)
- توماس ميخياس على موقع قاعدة بيانات كرة القدم.إي يو (الإنجليزية)
- توماس ميخياس على موقع Soccerbase.com (لاعب) (الإنجليزية)
- توماس ميخياس على موقع Soccerway.com (الإنجليزية)
- توماس ميخياس على موقع عالم كرة القدم.نت (الإنجليزية)
- توماس ميخياس على موقع AS.com (الإسبانية)